# Fem tillsammans igen
Fem tillsammans igen är en bok i serien Fem-böckerna skriven av Enid Blyton 1963. Den publicerades först på engelska med titeln Five Are Together Again. Det var den 21:a och sista romanen i bokserien Fem-böckerna.

## Handlingen
Fem-gänget ska bo på Kirrin Cottage, men kokerskan Johanna får scharlakansfeber och de fem måste istället bo med Tinker, och hans far, som är kollega till farbror Quentin. När topphemliga papper försvinner från ett låst rum i ett högt torn, med dubbla låsta dörrar. börjar äventyret. En cirkus har ett läger på ett fält i närheten. Finn tjuvarna bland cirkusfolket?  Eftersom bara delar av de hemliga papperna stals tänker barnen gömma resten men det blir komplikationer då detta ska ske.

## Svenska översättningar
Stina Hergin gjorde den första översättningen 1964. Boken nyöversattes av Kerstin Lennerthson 1980 och har kommit i POP serien, i Citadell-serien och i två upplagor efter år 2000. Ljudbok publicerades 2005 med Britt Ronström som inläsare.